# Сварочный преобразователь
Сва́рочный преобразова́тель  — установка, состоящая из сварочного генератора и  электродвигателя, приводящего генератор во вращение. Если в качестве привода используется двигатель внутреннего сгорания, такая установка называется сварочным агрегатом.
Сварочные преобразователи можно разделить на следующие группы:
- по количеству постов — на однопостовые, предназначенные для питания одной сварочной дуги, и многопостовые — для одновременного питания нескольких сварочных дуг;
- по способу установки — на стационарные, неподвижно установленные на фундаментах в сварочных цехах и передвижные, устанавливаемые на рамах или колёсах;
- по виду двигателя, приводящего во вращение генератор, — с электрическими двигателями переменного тока и с двигателями внутреннего сгорания (бензиновыми и др.);
- по способу исполнения — на однокорпусные и раздельные, где сварочный генератор и двигатель установлены на общей раме, а их валы соединены специальными муфтами;
- по форме вольт-амперной характеристики — с падающими, пологопадающих, жесткими и комбинированными характеристиками.

Для выполнения сварочных работ при отсутствии источника электроэнергии (монтажные работах в полевых условиях, например, при сварке газо- и нефтепроводов в необжитой местности и др.) используют передвижные сварочные агрегаты, состоящие из сварочного генератора и двигателя внутреннего сгорания.